# Geografia dell'Australia

Mappa della suddivisione politica dell'Australia

L'Australia non confina con nessun territorio, ma è circondata dall'oceano ed è attraversata dal Tropico del Capricorno. In particolare è bagnata dall'Oceano Indiano, dal Mar di Timor e dal Mar degli Alfuri, dall'Oceano Pacifico e dal Mar dei Coralli nell'ovest, mentre a sud dalla Grande Baia Australiana e a sud est dal Mar di Tasman. Al nord, la Terra di Arnhem e la penisola di Capo York formano il Golfo di Carpentaria. La superficie dello stato è di 7.617.930 km²; la nazione geologicamente fa parte della Placca australiana. I litorali australiani, escludendo le isole, hanno una lunghezza complessiva di 34.218 km. Il paese rivendica inoltre un'area d'intervento economico esclusiva di 8.148.250 km², che non include il Territorio antartico australiano.

## Clima

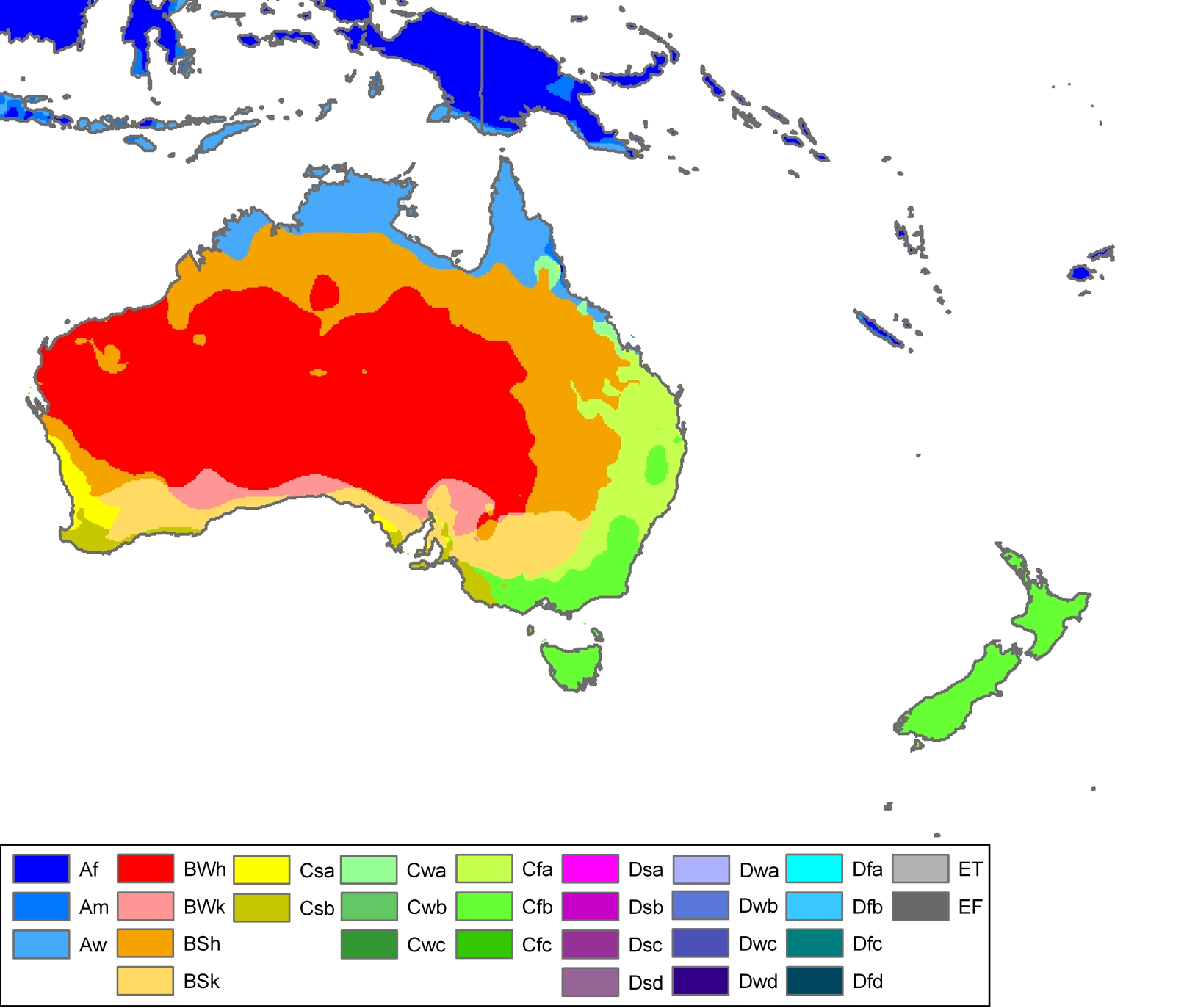
Classificazione dei climi di Köppen in Australia e Oceania

Il paese è per lo più pianeggiante ed ha un suolo prevalentemente arido. Solo le regioni sud-orientali e sud-occidentali presentano un clima temperato, in forza di tale situazione la popolazione australiana si concentra negli stati del sud-est. Il nord, caratterizzato da un clima tropicale presenta un paesaggio costituito da foreste pluviali, paludi di mangrovie, praterie e boschi di altre specie arboree. Climaticamente influiscono anche le correnti oceaniche, soprattutto El Niño, correlato alle periodiche siccità.

## Ecosistema
Il bioma australiano è caratterizzato da specie sia vegetali che animali endemiche, questa particolarità floro-faunistica è messa in serio pericolo dall'introduzione di specie allogene da parte dell'Uomo. Per questo motivo il parlamento federale ha recentemente approvato una legge che protegge il particolare ecosistema australiano. 
Numerose aree protette sono state create nell'ambito di un progetto per la tutela delle biodiversità attuato da diversi paesi nel mondo. Sessantaquattro siti (soprattutto paludi) sono stati sottoposti ad una particolare tutela in ossequio della Convenzione di Ramsar sottoscritta dall'Australia. Mentre altri sedici siti sono stati proclamati Patrimonio dell'Umanità dall'UNESCO. L'Australia grazie al suo impegno in campo ambientale è stata inserita al 16º posto nel Environmental Sustainability.

## Flora e faune

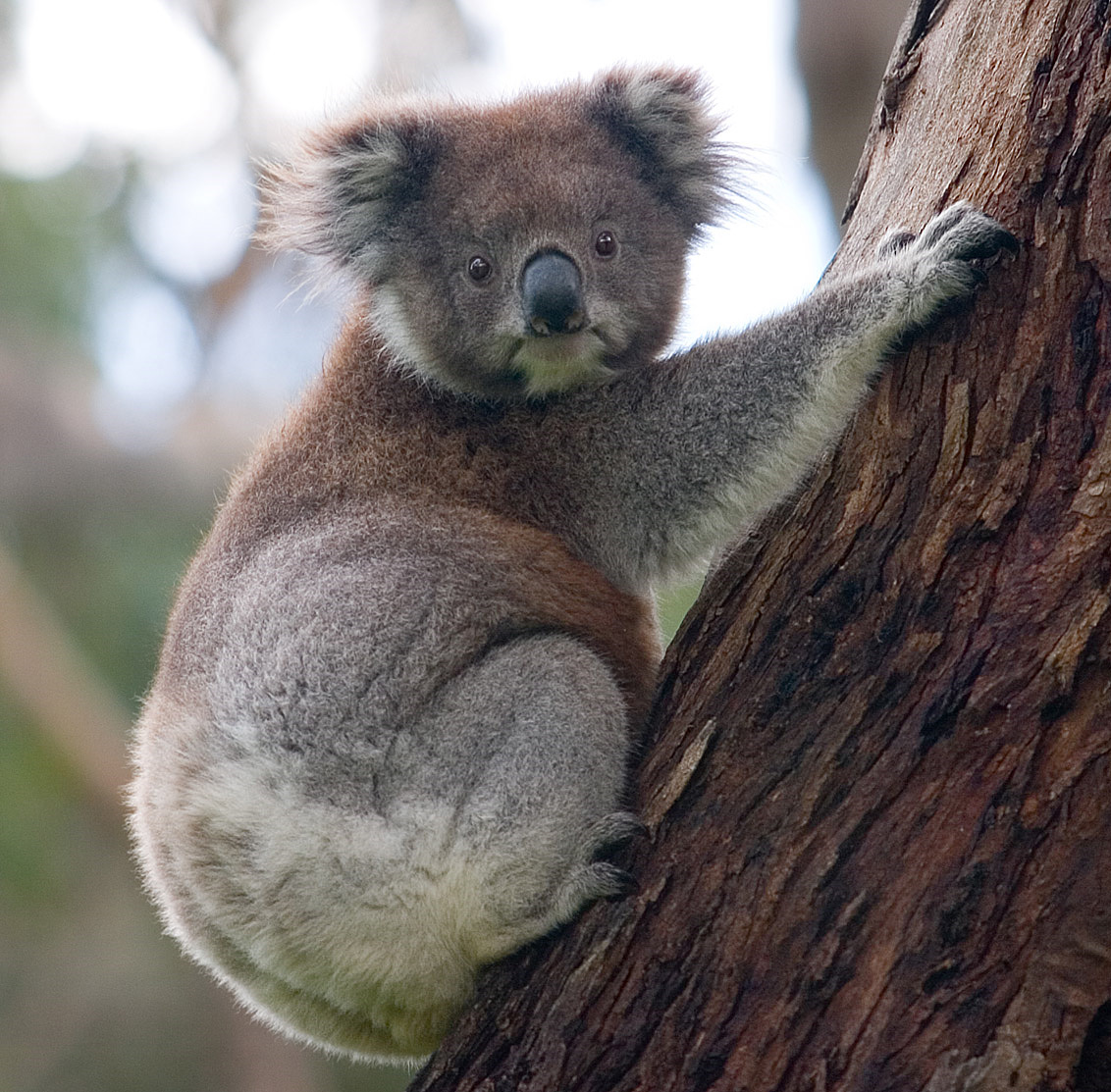
Il koala assieme al canguro è una "icona" dell'Australia.

La maggior parte delle piante australiane sono sempreverdi, e molte sono xerofile (eucalipti e acacie). Nel paese sono presenti molte piante leguminose endemiche, che crescono in terreni poveri di sostanze nutrienti, in virtù della loro simbiosi con i batteri Rhizobia e con i funghi mycorrhizal. Molto nota è invece la fauna australiana con i monotremi (ordine a cui appartiene l'ornitorinco), i marsupiali (canguri, koala e i vombati), i coccodrilli d'acqua dolce e acqua salata e uccelli come l'emu e il kookaburra. L'Australia è anche il paese dei serpenti più velenosi al mondo. Il dingo fu introdotto dagli austronesiani, genti che commerciarono con gli aborigeni australiani intorno al 3000 a.C.